# Pleasant Dreams
Pleasant Dreams es el sexto álbum de la banda de punk rock Ramones. Fue lanzado al mercado en julio  de 1981 para los Estados Unidos, por Sire Records. Pleasant Dreams alcanzó el puesto #58 en las listas de US Billboard de ese año. Un álbum mal visto según el guitarrista Johnny Ramone, a causa de que el sonido era menos rápido que el habitual estilo de Ramones, con lo cual experimentaron un estilo más pop y más comercial. Las letras del álbum también siguen de cerca la disputa entre Joey Ramone y Johnny Ramone debido a la chica que Johnny le "robó" a Joey.
La cubierta del álbum es la primera que no muestra una foto de la banda como era tradicional. También es el primer álbum que no ofrece ningún cover en su track list. Todas las composiciones se le atribuyen por completo al vocalista Joey Ramone y al bajista Dee Dee Ramone en lugar de acreditar a toda la banda como se había hecho anteriormente. Es el único álbum que no cuenta con un compositor que no pertenezca a la banda.
Las reseñas están divididas, con un denominador común que señala que el disco era demasiado limpio para considerarlo un disco de punk.
Marky Ramone declaró: "Mi propia reacción no estaba dividida, me encantaba el sonido y muchas de las canciones, sonaba perfectamente radiable aunque la radio no lo quisiera. Me gustaba mucho el aire a lo Bo Diddley en las baterías y el cambio a un patrón más recto en el puente, que recordaba a los primeros temas de los Kinks o los Who. A la vez las letras eran demasiado oscuras. Ninguno de nosotros estaba teniendo "sueños agradables", pero sabíamos lo que venía a continuación, una gira de punta a punta para promocionar el álbum."
El álbum fue certificado como Álbum de Oro en Argentina en 1993.
Fue remasterizado y relanzado por Rhino Records el 20 de agosto de 2002.

## Listado de canciones
| Side one |                                           |                |          |  |
| N.º      | Título                                    | Escritor(es)   | Duración |  |
| 1.       | «We Want the Airwaves»                    | Joey Ramone    | 3:22     |  |
| 2.       | «All's Quiet on the Eastern Front»        | Dee Dee Ramone | 2:14     |  |
| 3.       | «The KKK Took My Baby Away»               | Joey Ramone    | 2:32     |  |
| 4.       | «Don't Go»                                | Joey Ramone    | 2:48     |  |
| 5.       | «You Sound Like You're Sick»              | Dee Dee Ramone | 2:42     |  |
| 6.       | «It's Not My Place (In the 9 to 5 World)» | Joey Ramone    | 3:24     |  |
| 7.       | «She's a Sensation»                       | Joey Ramone    | 3:29     |  |
| 8.       | «7-11»                                    | Joey Ramone    | 3:38     |  |
| 9.       | «You Didn't Mean Anything to Me»          | Dee Dee Ramone | 3:00     |  |
| 10.      | «Come On Now»                             | Dee Dee Ramone | 2:33     |  |
| 11.      | «This Business Is Killing Me»             | Joey Ramone    | 2:41     |  |
| 12.      | «Sitting in My Room»                      | Dee Dee Ramone | 2:30     |  |

| 2002 Expanded Edition CD (Warner Archives/Rhino) bonus tracks | |              |          |  |
| N.º                                                           | Título | Escritor(es) | Duración |  |
| 13.                                                           | «Touring» (Version de 1981 Originalmente aparece en Mondo Bizarro (1992))                                                                  | Joey Ramone  | 2:49     |  |
| 14.                                                           | «I Can't Get You Out of My Mind» (Versión de 1981 Originalmente aparece nombrada como "Can't Get You Outta My Mind" en Brain Drain (1989)) | Ramones      | 3:24     |  |
| 15.                                                           | «Chop Suey» (Version Alternativa) | Joey Ramone  | 3:32     |  |
| 16.                                                           | «Sleeping Troubles» (Demo) | Ramones      | 2:07     |  |
| 17.                                                           | «Kicks to Try» (Demo) | Ramones      | 2:09     |  |
| 18.                                                           | «I'm Not an Answer» (Demo) | Ramones      | 2:55     |  |
| 19.                                                           | «Stares in This Town» (Demo) | Ramones      | 2:26     |  |

## Personal
- Joey Ramone – voz líder
- Johnny Ramone – guitarra líder
- Dee Dee Ramone – bajo, coros
- Marky Ramone – batería

### Músicos adicionales
- Dick Emerson – teclados
- Dave Hassel – percusión
- Graham Gouldman - coros
- Russell Mael - coros
- Ian Wilson - coros
- Deborah Harry - coros
- Kate Pierson - coros
- Cindy Wilson - coros

### Producción
- Michael Somoroff – fotos
- Sire Records – discográfica
- Graham Gouldman – producción
- Guy Juke – arte de portada sin acreditar